# 開心農民
開心農民（英文：Happy Harvest）是台灣一款架構在Facebook應用程式上的虛擬農場遊戲。由智明星通開發。9成以上的玩家為台灣用戶。
玩家可種植農作物或飼養牲畜後採收，再售出賺取金幣、增加經驗值；亦可至好友的農場中偷竊。
此遊戲被認為是五分鐘所開發的開心農場的山寨版，但智明星通強調自己是正版，「開心農場」也是智明星通最先註冊。

## 改版
2010年1月27日公開第二版的台灣第一次測試版。第二版是元旦大改版，變得更精細美麗和人性化，但介面酷似開心農場，且玩家埋怨魅力值降低和農地漲價。
2010年2月2日公開第二版的台灣第二次測試版。魅力值回復、新增礦廠，取消第一次測試版的1234大法。

## 引發爭議

### 農災
開心農場營運至今發生過幾次嚴重的系統出包，俗稱「農災」。且因多次的農災令玩家不滿，成為中華民國網路消費協會2009年十大網路民怨的第三名。

#### 玩家損失
- 虛擬幣、農民幣減少，甚至有農民幣歸零的狀況
- 等級、經驗降低
- 田地上的作物變成較便宜的作物，或者消失
- 庫存的種子、肥料、飼料等消失

#### 歷次農災
- 2009年9月4日
- 2009年10月14日
- 2009年11月19日
- 2009年12月7日下午，發生史上最大規模農災，官方緊急關站維修，再度開放後卻仍是一片慘狀[5]，雖然官方已緊急要求玩家回報損失情況，但因為過多玩家湧入回報而導致討論區癱瘓。而玩家對頻繁的農災和官方的處理態度感到不滿，多人表示拒玩[6]。於此，官方表示此次農災是因為其中一個伺服器故障導致，也推出了補償方案[7]。之後讓玩家回報損失，12月16日陸續恢復數據。

### 系統變慢
2010年1月23日開始系統變慢，因為官方要修改魅力值，導致玩家大量燒彩豆，以及和第二版系統的連接，導致農場系統變慢。官方正在積極改善。

#### 玩家損失
- 肥料時間變亂
- 灑肥料後作物消失

## 外部連結
- 開心農民（第二版台灣第二次測試版）
- 開心農民（第二版台灣第一次測試版）[永久]
- 開心農民（台灣版）